# Slammy Award
Slammy Award là một chương trình được tổ chức bởi WWE, đây là chương trình trao giải, tương tự như giải Oscar và Grammy Award, trao giải cho các đô vật chuyên nghiệp và cá nhân khác trong WWE, chẳng hạn như các nhà bình luận và các nhà quản lý.